# Модин, Эммануил Натанович
Эммануил Натанович Модин (26 октября [8 ноября] 1905, Уваровичи, Могилёвская губерния — 1984) — организатор сельскохозяйственного производства, Герой Социалистического Труда (1966).

## Биография
В 1921—1924 работал на спичечной фабрике.
В 1927 г. призван в РККА, служил в 7-й Самарской кавалерийской дивизии. В 1928 организовал на осушенных торфяниках красноармейскую коммуну (с 1932 колхоз) им. Белорусского ВО и шесть лет был там председателем. В 1934—1942 директор совхозов в Гомельской и Белостокской.
Участник войны (1941), демобилизован по ранению. В эвакуации в Омской области, где работал директором совхоза.
В 1953—1970 директор совхоза «Любанский» Любанского р-на Минской области. За получение высоких урожаев зерновых, картофеля и сахарной свеклы, высокие надои молока 30 апреля 1966 года присвоено звание Героя Социалистического Труда.
С 1970 г. на пенсии.
Награждён двумя орденами Ленина, правительственной медалью, медалями ВСХВ и ВДНХ, в том числе Большой золотой, Золотой, Малой золотой, двумя Большими серебряными, Малой серебряной.